# أب سرفت (هرازبي الجنوبي)
أب سرفت (بالفارسية: آب‌سرفت) هي قرية تقع في إيران في قسم هرازبي الجنوبی الريفي. يقدر عدد سكانها بـ 190 نسمة بحسب إحصاء 2016.